# Mister AZ 201
 (janvier 2022).
Si vous disposez d'ouvrages ou d'articles de référence ou si vous connaissez des sites web de qualité traitant du thème abordé ici, merci de compléter l'article en donnant les références utiles à sa vérifiabilité et en les liant à la section « Notes et références ».
Mister AZ 201 (titre en italien : Brivido al museo) est un roman d'Edward Jones de la série Le Trio de la Tamise, paru en 1973 en Italie et publié en France dans la Bibliothèque verte en 1983 (avec une traduction de Josette Gontier et des illustrations de François Dermaut).

## Résumé
Au British Museum, Ted et Dave sont les témoins du comportement étrange d'un homme qui cherche à cacher un petit sac dans un coin sombre du musée. Les deux amis s'emparent du sac, quittent le musée et, de retour chez eux, examinent son contenu : le sachet est rempli de diamants.
Ils mettent Cathy au courant et décident d'enquêter. L'enquête les mène sur les traces du mystérieux inconnu dont ils ignorent l'identité. Comme l'homme utilise une automobile dont la plaque d'immatriculation finit par « AZ 201 », ils l'appellent, faute de mieux, « Mister AZ 201 ». Ils contactent l'homme et un rendez-vous est pris. S'étant rendus au rendez-vous sans les diamants, l'homme est furieux.
Plus tard ils parviennent à le prendre en filature et à découvrir son domicile. Mais dès le lendemain un événement inattendu se produit : Ted est enlevé par l'homme qui veut se servir de l'adolescent comme otage afin d'obtenir la restitution des diamants. Mais Dave et Cathy parviennent à libérer Ted au domicile même d'AZ 201. Recevant ensuite des menaces très précises et inquiétantes de l'inconnu, ils décident d'avertir un superintendant de la police londonienne qu'ils connaissent. Celui-ci confie l'enquête à l'inspecteur Quinn.
Une souricière est mise en œuvre : l'homme et ses complices sont arrêtés après une filature et une course poursuite. Le roman se termine par l'annonce que la photo des trois jeunes détectives s'étale à la une des journaux londoniens.